# Zasieki (film)
Zasieki – polski film wojenny z 1973 roku na podstawie opowiadania Janusza Przymanowskiego.
Film należy do tzw. półkowników; zatrzymany przez cenzurę miał swoją premierę dopiero w 1983 roku.

## Obsada aktorska
- Damian Damięcki – Paweł
- Andrzej Wojaczek – Ernest
- Olgierd Łukaszewicz – Andrzej
- Janusz Bylczyński – szef kompanii
- Anna Nehrebecka – Zosia
- Maria Klejdysz – Praksowia Iwanowna
- Barbara Rachwalska – matka Ernesta
- Wirgiliusz Gryń – Serafin
- Jerzy Janeczek – chorąży Konstanty
- Andrzej Kopiczyński – porucznik
- Ryszard Kotys – telefonista Józek
- Bernard Michalski

## Fabuła
Paweł, Ernest i Andrzej podejmują się trudnego zadania przecięcia drutów w zasiekach przed decydującym natarciem na niemieckie pozycje pod Lenino. Paweł i Andrzej walczyli podczas kampanii wrześniowej. Po 17 IX Paweł walczy w armii radzieckiej. Andrzej po pobycie w obozie jenieckim zgłosił się do armii generała Andersa. Ernest, Ślązak, zdezerterował z Wehrmachtu. Wszyscy trzej spotykają się w Dywizji Kościuszkowskiej.

## Cenzura
Po nakręceniu film padł ofiarą peerelowskiej cenzury stając się tzw. "półkownikiem". Został odłożony przez komunistyczną cenzurę na półkę, a jego emisję w kinach wstrzymano. W 1975 roku w zaleceniach dla cenzorów Główny Urząd Kontroli Prasy, Publikacji i Widowisk zakazał publikowania jakichkolwiek informacji na temat tego filmu. Tomasz Strzyżewski w swojej książce o cenzurze w PRL cytuje oficjalny tajny dokument urzędu kontroli podając zakres ingerencji cenzorskich wraz z listą zakazanych filmów: Nie należy zwalniać żadnych materiałów (informacji, omówień, recenzji, reportaży, postulatów wprowadzenia na nasze ekrany itp.) .